# Pokal Slovenije 2009/10
Der Pokal Slovenije 2009/10 war die 19. Austragung des slowenischen Fußballpokalwettbewerbs der Herren und wurde von NK Maribor durch einen Finalsieg gegen NK Domžale gewonnen. Titelverteidiger war Interblock Ljubljana. Der Verein schied jedoch bereits im Viertelfinale aus.
Durch den Sieg im Finale qualifizierte sich NK Maribor für die 2. Qualifikationsrunde der UEFA Europa League 2010/11.

## Teilnehmer
| Nogometna Liga 2008/09 |
| ---------------------- |
| NK Maribor             |
| ND HIT Gorica          |
| NK Rudar Velenje       |
| NK MIK CM Celje        |
| NK Domžale             |
| Interblock Ljubljana   |
| NK Nafta Lendava       |
| FC Koper               |
| NK Labod Drava Ptuj    |
| NK Primorje            |

| Sieger des Regionalpokals | Sieger des Regionalpokals                                     |
| ------------------------- | ------------------------------------------------------------- |
| MNZ Celje                 | NK Dravinja, NK Zreče                                         |
| MNZ Koper                 | NK Jadran Dekani, NK Ankaran Hrvatini                         |
| MNZG Kranj                | NK Triglav Kranj, NK Kranj                                    |
| MNZ Lendava               | NK Črenšovci, NK Odranci                                      |
| MNZ Ljubljana             | NK Olimpija Ljubljana, NK Bela krajina, NK Radomlje           |
| MNZ Maribor               | NK Železničar Maribor, NK Dravograd, Gostilna Lobnik Slivnica |
| MNZ Murska Sobota         | ND Mura 05, Kleparstvo Šinko Serdica                          |
| MNZ Nova Gorica           | NK Tolmin, NK Idrija                                          |
| MNZ Ptuj                  | NK Aluminij, NK Stojnci                                       |

## Modus
In den ersten beiden Runden wurde der Sieger in einem Spiel ermittelt. Stand es nach der regulären Spielzeit von 90 Minuten unentschieden, kam es zur Verlängerung von zweimal 15 Minuten und falls danach immer noch kein Sieger feststand zum Elfmeterschießen.
Mannschaften, die sich aus dem gleichen Regionalpokal qualifiziert hatten, konnten in den beiden ersten Runden nicht aufeinander treffen. Unterklassige Teams hatten bis zum Achtelfinale Heimrecht. Im Viertel- und Halbfinale wurden die Sieger in Hin- und Rückspiel ermittelt.

## Vorrunde
| Datum                 |                       | Ergebnis |                          |
| --------------------- | --------------------- | -------- | ------------------------ |
| 02.09.2009, 17:00 Uhr | NK Radomlje           | 2:1      | NK Kranj                 |
| 02.09.2009, 17:00 Uhr | NK Železničar Maribor | 8:4      | Kleparstvo Šinko Serdica |

## 1. Runde
| Datum                 |                          | Ergebnis              |                       |
| --------------------- | ------------------------ | --------------------- | --------------------- |
| 16.09.2009, 16:00 Uhr | Gostilna Lobnik Slivnica | 0:5                   | ND Mura 05            |
| 16.09.2009, 16:00 Uhr | NK Dravograd             | 0:5                   | NK Domžale            |
| 16.09.2009, 16:00 Uhr | NK Radomlje              | 1:5                   | NK Olimpija Ljubljana |
| 16.09.2009, 16:00 Uhr | NK Železničar Maribor    | 0:3                   | NK Labod Drava Ptuj   |
| 16.09.2009, 16:00 Uhr | NK Zreče                 | 0:8                   | NK MIK CM Celje       |
| 16.09.2009, 16:00 Uhr | NK Idrija                | 0:4                   | FC Koper              |
| 16.09.2009, 16:00 Uhr | NK Stojnci               | 1:0                   | NK Bela krajina       |
| 16.09.2009, 16:00 Uhr | NK Ankaran Hrvatini      | 0:0 n. V. (3:4 i. E.) | NK Primorje           |
| 16.09.2009, 16:00 Uhr | NK Triglav Kranj         | 2:1 n. V.             | NK Aluminij           |
| 16.09.2009, 16:00 Uhr | NK Jadran Dekani         | 0:4                   | NK Nafta Lendava      |
| 16.09.2009, 16:00 Uhr | NK Odranci               | 2:1 n. V.             | NK Dravinja           |
| 16.09.2009, 16:00 Uhr | NK Črenšovci             | 1:1 n. V. (6:5 i. E.) | NK Tolmin             |

## Achtelfinale
In dieser Runde stiegen die vier Europacup-Teilnehmer NK Maribor, ND Gorica, NK Rudar Velenje und Interblock Ljubljana ein.
| Datum                 |                       | Ergebnis |                      |
| --------------------- | --------------------- | -------- | -------------------- |
| 20.10.2009, 14:00 Uhr | NK Črenšovci          | 0:5      | ND HIT Gorica        |
| 21.10.2009, 14:00 Uhr | NK Stojnci            | 2:6      | NK Nafta Lendava     |
| 21.10.2009, 14:00 Uhr | NK Odranci            | 0:2      | Interblock Ljubljana |
| 21.10.2009, 14:00 Uhr | FC Koper              | 2:4      | NK Rudar Velenje     |
| 21.10.2009, 14:00 Uhr | ND Mura 05            | 3:5      | NK MIK CM Celje      |
| 21.10.2009, 14:00 Uhr | NK Olimpija Ljubljana | 0:1      | NK Maribor           |
| 21.10.2009, 14:00 Uhr | NK Triglav Kranj      | 4:0      | NK Primorje          |
| 21.10.2009, 14:00 Uhr | NK Labod Drava Ptuj   | 2:3      | NK Domžale           |

## Viertelfinale
Die Hinspiele fanden am 17. März 2010 statt, die Rückspiele am 24. März 2010.
|                      | Gesamt |                  | Hinspiel | Rückspiel |
| -------------------- | ------ | ---------------- | -------- | --------- |
| Interblock Ljubljana | 1:4    | NK Nafta Lendava | 1:1      | 0:3       |
| NK Maribor           | 7:3    | NK Triglav Kranj | 5:1      | 2:2       |
| NK Domžale           | 2:1    | ND HIT Gorica    | 1:1      | 1:0       |
| NK Rudar Velenje     | 0:2    | NK MIK CM Celje  | 0:1      | 0:1       |

## Halbfinale
Die Hinspiele fanden am 13. und 14. April 2010 statt, die Rückspiele am 21. April 2010.
|                  | Gesamt |            | Hinspiel | Rückspiel |
| ---------------- | ------ | ---------- | -------- | --------- |
| NK Maribor       | 7:4    | NK Celje   | 4:1      | 3:3       |
| NK Nafta Lendava | 1:4    | NK Domžale | 1:1      | 0:3       |

## Finale
| Paarung        | NK Maribor – NK Domžale |
| Ergebnis       | 3:2 n. V. (2:2, 1:2) |
| Datum          | 8. Mai 2010 um 20:00 Uhr |
| Stadion        | Ljudski vrt, Maribor |
| Zuschauer      | 6.500 |
| Schiedsrichter | Damir Skomina |
| Tore           | 0:1 Blaž Brezovački (31.) 1:1 Marcos Tavares (42.) 1:2 Damir Pekič (45.) 2:2 Marcos Tavares (55.) 3:2 David Bunderla (120.) |
| NK Maribor     | Marko Ranilovič – Siniša Anđelkovič, Elvedin Džinič, Suad Fileković, Aleš Mejač (83. Janez Aljančič) – Armin Bačinović, Dejan Školnik (78. Flávio Beck Junior), Dejan Mezga – Marcos Tavares, David Bunderla, Dragan Jelić (115. Vito Plut) Cheftrainer: Darko Milanič |
| NK Domžale     | Nejc Vidmar – Jovan Vidović, Tadej Apatič, Rok Hanžič, Darko Topič (76. Jani Sturm) – Mitja Zatkovič, Blaž Brezovački, Marko Drevenšek, Dalibor Teinovič (112. Mato Šimunovič), Matic Seferovič (62. Zeljko Filipović) – Damir Pekič Cheftrainer: Darko Birjukov       |
| Gelbe Karten   | Aleš Mejač, Dejan Mezga, Armin Bačinović – Jovan Vidović, Blaž Brezovački, Zeljko Filipović, Tadej Apatič, Marko Drevenšek, Mato Šimunovič, Mitja Zatkovič |